# Oscar Patric Sturzen-Becker

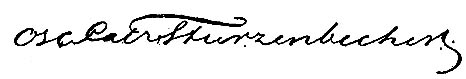
Oscar Patric Sturzen-Beckers signatur

Oscar Patric "OP" Sturzen-Becker (före 1855 Oscar Patric Sturzenbecker), född 28 november 1811 i Stockholm, död 16 februari 1869 i Helsingborg, var en svensk författare, skald, journalist och politiker (skandinavist). Han var känd under författarsignaturen Orvar Odd.

## Biografi
Sturzen-Becker började sina studier i Uppsala 1827 och tog där filosofie kandidatexamen 1832 och promoverades året därpå till filosofie magister. År 1832 belönades hans verk Veidi Alf med pris från Svenska Akademien. 
År 1834 började han i Stockholm att utge den litterära tidskriften Arlekin. Samma år erbjöds han arbete på Aftonbladet, vilket han tackade ja till och förblev trogen i nio år. Under tiden på Aftonbladet började han använda pseudonymen Orvar Odd och förnyade den svenska kritiken och kåseritraditionen. Efter tiden på Aftonbladet flyttade han till Köpenhamn där han stannade till 1847. Han verkade för skandinavismen både i sin poesi och prosa.
I Danmark var han verksam i danska tidningar och drev där en antirysk linje. Här umgicks han även med den kulturella gräddan, som exempelvis H.C. Andersen, Frederik Barfod och Christian Winther.
Då han 1847 återvände till Sverige bodde han en tid i Helsingborg där han grundade tidningen Öresundsposten (1848), som blev ett organ för skandinavismen och radikala idéer. 
År 1854 flyttade han tillbaka till Köpenhamn och blev kvar där till 1863 då han återvände till Helsingborg.
Sturzen-Becker influerades också av Sören Kierkegaards kritik av kyrkan. Kierkegaard var mycket kritisk mot den danska statskyrkan och menade helt enkelt att den inte var religiös utan bara sysslade med yttre ting. Då Kierkegaards ”familjepräst” J.P. Mynster, som var kyrkoherde i Köpenhamn, avlidit 1854, höll den kände teologen Hans Lassen Martensen ett griftetal, där han sa att Mynster varit ett ”sanningsvittne”, vilket ledde till att Kierkegaard skrev ett antal mycket ilskna debattartiklar mot det kyrkliga hyckleriet. Prästerna var verkligen inga sanningsvittnen eller martyrer. Dessa debattartiklar översatte och bearbetade Sturzen-Becker 1855 till svenska och lät egenhändigt ge ut dem. Skriften fick titeln ”Den officiella kristendomen är icke det nya testamentets kristendom. Framställning af dr. Sören Kierkegaards polemik mot statskyrkan i Danmark”. Därmed kunde den kyrkligt intresserade allmänheten i Skåne och Sverige tidigt få kännedom om Kierkegaards kritik av kyrkan.
Det finns en väg, Orvar Odds väg, uppkallad efter honom i Fredhäll, på Kungsholmen i Stockholm, en väg i Kalmar, Orvar Odds Gränd, samt en park på Söder i Helsingborg, Sturzen-Beckers park. Även en gata i Helsingborg bär hans namn, Sturzen-Beckers gata.
Hans gravvård återfinns på Gamla kyrkogården i Helsingborg. Sturzen-Becker var morfars far till Patrick Störtebecker.

## Valda verk
- Valda skrifter / af O. P. Sturzen-Becker (Orvar Odd). Bd. 1-3 (Stockholm, 1880-1882)- Innehåll: Bd 1: Skrifter i bunden form: Berättande dikter, Lyriska dikter, Dramatiska dikter. Bd 2: Skrifter i obunden form I: Grupper och personnager, Småberättelser och noveller, Följetonger och kåserier, Vandringar och raster inom fosterlandet. Bd 3: Skrifter i obunden form II: Kulturhistoriska utkast, Literärhistoriska studier och bokanmälningar, Medaljonger af under åren 1865 och 1866 bortgångna personligheter, Reseminnen, Sjelfbiografi. Inleds med Gustaf Ljunggrens levnadsteckning över författaren. Skådespelet Teodor von Neuhof trycktes här för första gången.
- Min fattiga sångmö : valda dikter / Oskar Patrick Sturzen-Becker (Orvar Odd) ; urval av Ture Nerman (Stockholm, 1944)